# Mongolska Akademia Nauk
Mongolska Akademia Nauk (mong. Монгол Улсын Шинжлэх Ухааны Академи) – mongolska państwowa instytucja naukowa realizująca działania służące rozwojowi nauki i zdobywaniu wiedzy poprzez prowadzenie badań naukowych, zlecanych również przez rząd Mongolii w celu wspierania gospodarczego, społecznego i kulturalnego rozwoju kraju. Pełni funkcje doradcze dla instytucji rządowych Mongolii.

## Historia
Akademia Nauk w Mongolii została założona w 1921 roku jako Instytut Pism i Manuskryptów (Sudar biczgijn chüreelen), którego dyrektorem został Onchodyn Dżamjan, a patronem duchowym – Cyben Żamcarano. Głównym zadaniem instytutu było zbieranie materiałów dokumentujących historię Mongolii, materiałów z zakresu filologii i etnografii, oraz prowadzenie rejestru odkryć archeologicznych. Od 1927 roku Instytut prowadził również archiwum państwowe. W 1931 roku Instytut został przemianowany na Komitet Nauk i rozpoczął badania z zakresu botaniki, rolnictwa, geografii, geologii i kartografii. Pod koniec lat 30. XX wieku Instytut popadł w konflikt z partią, Żamcarano został zwolniony i oddelegowany do Instytutu Orientalistyki w Leningradzie, gdzie pracował do aresztowania podczas wielkiej czystki. Żamcarano zmarł w więzieniu w Orenburgu i został zrehabilitowany dopiero w 1962 roku.
W latach 30. i 40. XX wieku utworzono kolejne instytuty badawcze, współpracujące z ministerstwami i uniwersytetami, zajmujące się: budownictwem, edukacją, zdrowiem, fizyką, matematyką, biologią i socjologią. Instytucja ściśle współpracowała z Akademią Nauk ZSRR.
W 1959 roku Komitet Nauk i Państwowy Uniwersytet Mongolski zostały połączone w Komitet Nauki i Szkolnictwa Wyższego, który rozwiązano w 1961 roku przy tworzeniu nowej Akademii Nauk. Mongolska Akademia Nauk w swej obecnej formie została powołana do życia dekretem prezydium Wielkiego Churału Państwowego w 1961 roku. Jej pierwszym Prezydentem został Badzaryn Szirendew. Współpraca z placówkami naukowymi ZSRR i krajów bloku wschodniego koordynowana była przez Radę Wzajemnej Pomocy Gospodarczej (RWPG). Do 1971 roku trzy czwarte naukowców mongolskich było zaangażowanych w badania nad rolnictwem, otwarto kolejne placówki badawcze. Kolejnymi prezydentami Akademii byli: Czojdogijn Ceren (1982–87), Namsrajn Sodnom (1987–91), Dumaadżawyn Baatar (1991–96), Baataryn Czadraa (1996–2009), Batboldyn Enchtüwszin (od 2009).    
Nowy statut akademii został ustanowiony prawem w 1996 roku. Organami naczelnymi Akademii są Zgromadzenie Ogólne, Prezydium Akademii i Prezydent Akademii, który jednocześnie sprawuje funkcję głównego doradcy premiera i prezydenta Mongolii w sprawach nauki i technologii.
Członkowie Akademii oraz Prezydent Akademii wybierani są przez Zgromadzenie Ogólne. W 1991 roku zrezygnowano z członkostwa korespondencyjnego i od tego czasu przyznawane jest jedynie członkostwo rzeczywiste. Akademia ma 57 członków, w tym jedną kobietę.
Od 1961 roku Akademia wydaje co kwartał czasopismo naukowe „Proceedings of the Mongolian Academy of Sciences”, a od 1996 roku miesięcznik „Science”. Ponadto każdy z instytutów naukowych Akademii wydaje raz na rok własny zbiór publikacji.

## Działalność
Mongolska Akademia Nauk nadzoruje pracę instytutów naukowych i jednostek badawczych (w nawiasach podano rok założenia placówki):
W jej ramach działa 17 instytutów naukowych:
- Instytut Języka i Literatury (1921)
- Instytut Historii (1921)
- Instytut Geografii (1926)
- Instytut Astronomii i Geofizyki (1957)
- Instytut Chemii i Technologii Chemicznej (1961)
- Instytut Botaniki (1961)
- Centrum Paleontologii (1964)
- Instytut Biologii (1965)
- Instytut Geologii i Surowców Mineralnych (1966)
- Instytut Studiów Międzynarodowych (1968)
- Instytut Filozofii, Społeczeństwa i Prawa (1972)
- Instytut Informatyki (1987)
- Instytut Geo-ekologii (1997)
- Międzynarodowy Instytut Studiów nad Cywilizacjami Nomadów (1998)
- Instytut Rozwoju Narodowego (1999)
- Instytut Archeologii (2002)

Poza instytutami działa w niej 9 korporacji naukowych:
- Korporacja "Energia": Nauka, Technologia, Produkcja
- Korporacja: Energia odnawialna
- Korporacja: Budownictwo,Architektura, Badania, Eksperymenty, Przedsiębiorstwa i Business
- Korporacja: “Armo” Przemysł lekki – Nauka, Technologia, Produkcja
- Korporacja: Elektronika i Badania nad Maszynami
- Korporacja “Hunstech”: Badania nad żywnością i produkcją
- Korporacja: Medycyna Naturalna – technologia i produkcja
- Mongolskie Centrum Transferu Technologii

Akademia przyznaje Złoty Medal Kubilaj-Chana oraz Honorowe Dyplomy naukowcom zasłużonym dla nauki mongolskiej. Co dwa lata Akademia przyznaje nagrody za najlepszą pracę naukową. 
Akademia jest członkiem następujących organizacji międzynarodowych: Stowarzyszenia Akademii Nauk w Azji (ang. Association of Academies of Sciences in Asia, AASA), Inter Academy Panel (IAP), Międzynarodowej Rady Nauki (ang. International Council for Science, ICSU) i Rady Azji ds. Nauki (Science Council of Asia, SCA). Akademia współpracuje też 70 placówkami naukowymi w 25 krajach.